# Futbolniy Klub Arsenal
Arsenal Kiev (ФК "Арсенал" Київ) era um clube de futebol ucraniano. Em 2019 se licenciou das atividades futebolísticas profissionais.

## História
O time foi fundado em 1925.
Está licenciado do futebol profissional desde 2019.
1. 1 2  «Професіональна футбольна ліга України». web.archive.org. 23 de outubro de 2017. Consultado em 28 de setembro de 2022